# Orimattila
Orimattila è una città finlandese di 15735 abitanti, situata nella regione del Päijät-Häme.